# Sepiola knudseni
Sepiola knudseni е вид главоного от семейство Sepiolidae.

## Разпространение и местообитание
Видът е разпространен в Бенин, Габон, Гамбия, Гана, Гвинея, Гвинея-Бисау, Екваториална Гвинея (Биоко), Западна Сахара, Испания (Канарски острови), Камерун, Кот д'Ивоар, Либия, Мавритания, Нигерия, Сенегал, Сиера Леоне и Того.
Обитава крайбрежията на океани и заливи.